# O povodnem možu (Šavli)
O povodnem možu je prekmurska slovenska ljudska pravljica, ki jo je zapisal Andrej Šavli. Izšla je v knjigi Slovenske narodne pravljice, ki jih je zbral in uredil Alojzij Bolhar.

## Obnova dela
Slovenska ljudska pravljica O povodnem možu govori o dečku, ki se je zelo rad kopal. Tudi ko je nekega dne zaradi naliva voda zelo narasla, je odšel k njej, čeprav sta mu starša to odsvetovala. 
Deček se je kljub svarilom odpravil k vodi in skočil vanjo. Ker pa je bila prevelika, se je začel utapljati in klicati na pomoč.
Slišal ga je povodni mož. Ta ni trpel, da bi kdo prišel živ v njegovo vodno kraljestvo, zato je vsakogar utopil. Ker pa mu je bil ta deček všeč, se je odločil, da ga reši. Odpeljal ga je v svoje podvodno kraljestvo, katerega še živ človek ni videl. 
Položil je dečka v posteljo iz stekla. Tudi soba je bila vsa iz stekla. Ko se je deček prebudil, se je takoj začel igrati s steklenimi igračkami. Nato pa se je spomnil doma in zajokal. Povodni mož ga je vprašal, zakaj joče in deček mu je rekel, da pogreša dom. Povodnega moža je zanimalo ali je dom dragocenejši od vsega bogastva. Tega ni razumel. 
Deček je zaspal in povodni mož ga je odnesel v naslednjo sobo, kjer je bilo vse iz srebra. Ko se je prebudil, se je spet začel igrati z igračkami iz srebra. Kmalu je začel pogrešati bratca in sestrico, s katerima se je igral doma. Zopet je začel jokati. Povodni mož je spet čakal, dokler ni deček zaspal. 
Nato ga je odnesel v tretjo sobo, ki je bila iz čistega zlata. Ko se je deček zbudil, ga je vsa svetloba zlata presunila in ga bleščala v oči. Začel se je igrati z igračami, a se je kmalu spomnil na mater in očeta ter začel glasno jokati. 
Povodni mož je odšel in nabral najlepše bisere. Zanimalo ga je, če je vse to bogastvo dragocenejše od družine. Deček je zanikal. Tako je povodni mož spoznal, da vsa bogastva sveta ne bodo pomagala, da bi deček ostal pri njem. Počakal je, da je deček zaspal in ga odnesel na breg, kjer je imel oblačila. Žepe mu je napolnil z zlatom in biseri. 
Ko se je prebudil, je mislil, da je samo sanjal. Ko pa je zatipal v žepih bisere in zlato, se je prepričal, da je vse res. Veselo je stekel domov. Bili so ga zelo veseli, saj so mislili, da se je utopil. Z bogastvom si je družina opomogla od revščine, si postavila novo hišo in živela srečno v njej. 
Deček se je še vedno rad kopal, vendar le v plitvini in nikoli ob povodnji.
Povodni mož pa je bil tako žalosten, da je tri dni neprestano jokal. Nato je odšel iskat nove zaklade, ki jih do tedaj še ni našel. 

## Analiza pravljice
Književni prostor:
- na bregu reke
- vodno kraljestvo povodnega moža

Književni čas:
- ni znan

Književne osebe:
- glavna oseba: deček, povodni mož
- stranske osebe: oče, mati, brat, sestra

Pripovedovalec:
- vsevedni
- tretjeosebni

Slog:
- okrasni pridevniki: vodno kraljestvo, drobni deček, prostrano kraljestvo, lepi deček, prekrasni grad, živ človek, steklena soba, steklena postelja, kristalno steklo, steklene igračke, drobni deček najdražji zakladi, gola resnica
- pomanjševalnice: posteljica, mizica, igračke, bratec, sestrica
- ljudska števila: družina ima 3 otroke, povodni mož je dečka peljal v 3 sobe, povodni mož je jokal 3 dni

Nauk zgodbe:
- materialne stvari niso najpomembnejše na svetu, saj sreče in družine ne moreš kupiti z denarjem.

## Liki

### Deček
Deček je glavna oseba v pravljici. Nekega dne kljub nasprotovanju staršev odide k vodi, da bi se lahko kopal. Ker pa je bila povodenj in voda previsoka, se začne utapljati. Ko se zbudi v vodnem kraljestvu povodnega moža, ga vse bogastvo očara in se začne igrati z igračami. A kmalu se spomni na družino, na bratca, sestrico in starše. Začne jih pogrešati in plane v neutolažljiv jok. Tako lahko vidimo, da dečku ni vseeno za družino, da ga tudi vse bogastvo tega sveta ne more odvrniti od nje. Na koncu družini še materialno pomaga, saj mu povodni mož žepe napolni z zlatom in biseri. 

### Povodni mož
Povodni mož se izkaže kot pozitivna oseba v pravljici, saj reši dečka smrti. Na začetku ga pisatelj opiše kot suroveža, ki utopi vsakega človeka, ki pade v vodo. Vendar se izkaže, da ima rad dečka in ga hoče na vsak način prepričati, da bi ostal pri njem. Vendar naposled le spozna, da ga ne more obdržati in ga odnese nazaj na breg. Izkaže se, da ima povodni mož srce, saj je dovolil dečku, da se je vrnil domov. Povodni mož ni nikoli imel staršev, bratov ali sester, ni imel doma, zato tudi ni mogel razumeti, kako deček čuti. 

### Stranske osebe
Stranske osebe so starši, brat in sestra. V pravljici so le omenjeni in o njih ne vemo veliko.

## Interpretacija dela poVladimirju Proppu
- Eden od članov družine odide od doma: deček odide k vodi, da bi se kopal
- Junaku nekaj prepovejo: starši dečku odsvetujejo obisk reke, saj je bila povodenj
- Kršitev prepovedi: deček kljub nasprotovanju staršev odide k reki
- Enemu od družinskih članov nekaj manjka, nekaj hoče imeti: ko se deček zave, da pogreša družino, si želi domov
- Junak se vrne: povodni mož dečka odnese nazaj na breg reke, od koder je prišel

## Motivno-tematske povezave
Glavni motiv je v pravljici O povodnem možu težko določiti, saj ni veliko pravljic, v katerih se lik, ki velja za negativneža, izkaže za junaka. Povodni mož je sprva predstavljen kot negativni lik, ki vsakega, ki pade v reko, utopi. Ker pa mu je deček všeč, se odloči, da mu bo prizanesel in ga odpelje  v svoje kraljestvo. Povodni mož spozna, da človeku največ na svetu pomeni družina in toplina doma in ne materialne dobrine kot so biseri in zlato. Vidimo, da ima tudi povodni mož srce. Čeprav sam nikoli ni imel družine in doma, se dečka usmili.

## Izdaje
1. Babica pripoveduje, slovenske ljudske pripovedi (1999): O povodnem možu, Mladinska knjiga, Ljubljana, zbirka Deteljica
2. Babica pripoveduje, slovenske ljudske pripovedi (1980): O povodnem možu, Mladinska knjiga, Ljubljana, zbirka Deteljica
3. Slovenske ljudske pripovedi (1985): O povodnem možu, Mladinska knjiga, Ljubljana, zbirka Zlata ptica
4. Slovenske narodne pripovedke (1981): O povodnem možu, Mladinska knjiga, Ljubljana, zbirka Zlata ptica
5. Slovenske narodne pravljice (1989): O povodnem možu, Mladinska knjiga, Ljubljana, zbirka Zlata ptica